# Litoměřice
Litoměřice (németül Leitmeritz) település Csehországban, a Litoměřicei járásban.   Lakosainak száma 22 983 fő (2024. január 1.)..

## Fekvése
Litoměřice Mlékojedy, Křešice, Trnovany, Žalhostice, Žitenice, Terezín, Malíč, Michalovice, Miřejovice, Hlinná és Kamýk településekkel határos.

## Nevezetességei
A város a cseh egyháztartomány litoměřicei egyházmegyéjének központja. A püspök székhelye a Szent István-székesegyházban van.

## Népessége
A település lakosságának változását az alábbi diagram mutatja:
| Lakosok száma | 10 023 | 14 063 | 18 135 | 16 830 | 25 865 | 24 300 | 24 106 | 24 001 | 23 432 | 22 983 |
|               | 1869   | 1900   | 1921   | 1961   | 1991   | 2010   | 2016   | 2019   | 2021   | 2024   |

## Híres személyek
- itt született Jan Skopeček (1925–2020) cseh színész, drámaíró